# 斯滕卡山
71°55′S 14°46′E / 71.917°S 14.767°E
斯滕卡山（英語：Stenka Mountain）是南極洲的山峰，位於東部南極洲的毛德皇后地，屬於帕耶山脈中斯普拉格萊格嶺的一部分，海拔高度2,350米，該山峰由德國的探險隊發現。